# Nicolaas Nikolajevitsj van Rusland (1856-1929)

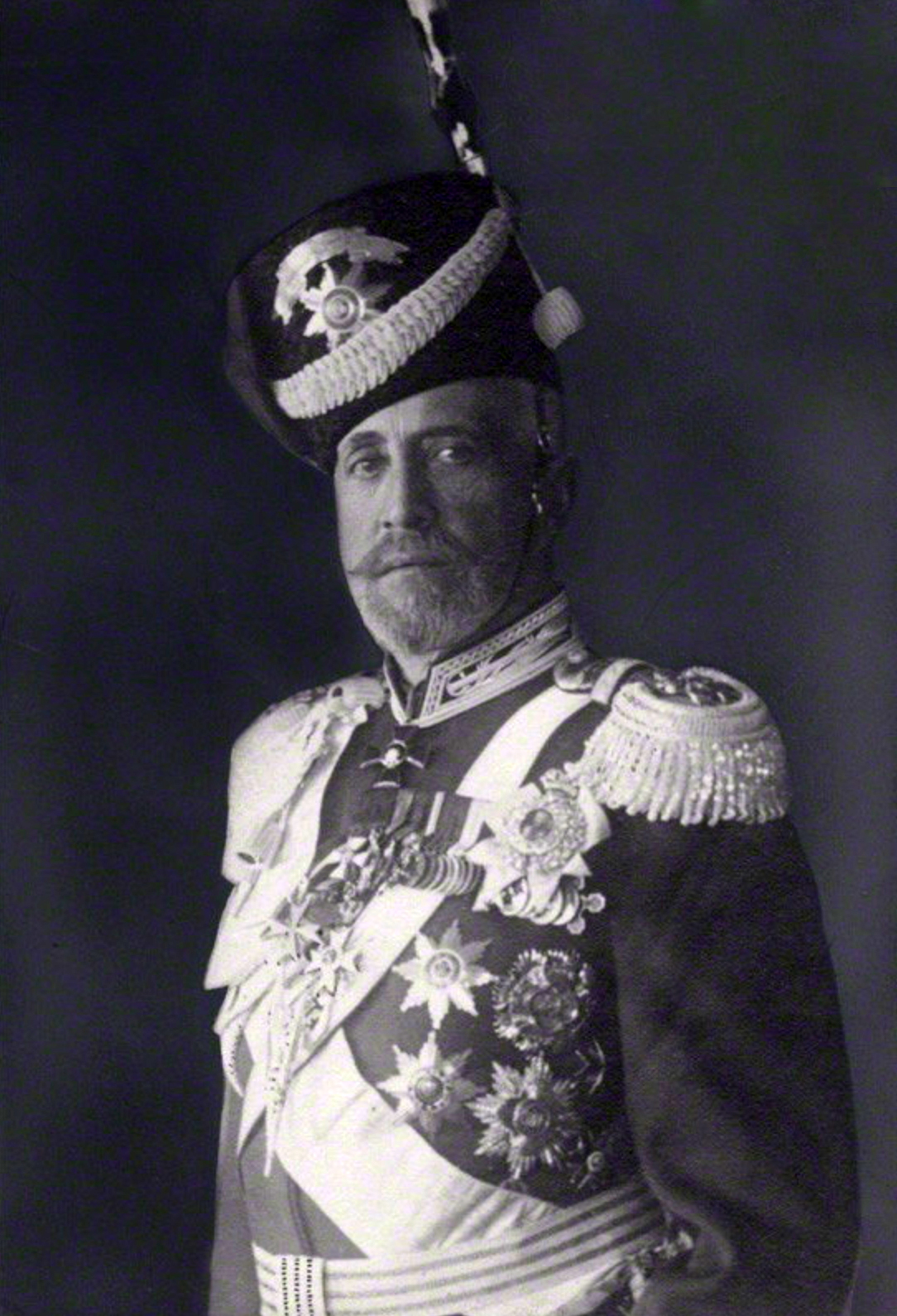
Grootvorst Nicolaas

Nikolaj Nikolajevitsj Romanov (Russisch: Николай Николаевич Романов) (Sint-Petersburg, Rusland, 18 november 1856 – Cap d’Antibes, Frankrijk, 5 januari 1929) was een Russische generaal in de Eerste Wereldoorlog. Hij was opperbevelhebber van de Russische troepen aan het voornaamste deel van het front in het eerste jaar van de oorlog; later was hij een succesvol commandant in de Kaukasus. Hij was de oudste zoon van grootvorst Nicolaas Nikolajevitsj en diens echtgenote, grootvorstin Alexandra Petrovna. Hij was dus een kleinzoon van tsaar Nicolaas I.

## Militaire carrière
Grootvorst Nicolaas kreeg les aan de school van militaire ingenieurs en kreeg in 1872 zijn eerst aanstelling in het Russische leger. Tijdens de Russisch-Turkse Oorlog in 1877-’78 hoorde hij bij het korps van zijn vader, die opperbevelhebber van het leger was. Hij onderscheidde zich in de oorlog van de andere soldaten en werkte zich omhoog tot de rang van commandant van de Wacht van de Huzaren, een positie die hij in 1884 verkreeg.
Hij had een reputatie als een onverzettelijke commandant, die zeer gerespecteerd werd door zijn mannen. Hij was meer een trainer voor zijn soldaten dan een leider in het gevecht. Nicolaas was een zeer religieus man; hij bad elke ochtend en avond, en voor en na iedere maaltijd. Hij was het gelukkigst op het platteland tijdens de jacht op zijn land.
Tegen het jaar 1895 was hij inspecteur-generaal van de cavalerie, een functie die hij tien jaar lang bekleedde. Die tijd werd door iedereen een succes genoemd vanwege de hervorming in onder andere de trainingen en de cavaleriescholen. Hij speelde geen grote rol tijdens de Russisch-Japanse Oorlog, hierdoor kreeg Nicolaas niet de kans om veldervaring op te doen.
Toen Japan in de Russisch-Japanse Oorlog in 1905 de overwinning behaalde, trokken de Russen zich weer terug. Direct hierop volgde een revolutiepoging, waardoor de toekomst van tsaar Nicolaas II op het spel stond. Deze stond voor een keuze: de door Sergej Witte voorgestelde hervormingen doorvoeren of een militair dictator aanstellen. De tsaar koos voor het laatste en wilde grootvorst Nicolaas als militair dictator aanstellen. De grootvorst weigerde echter en dreigde zichzelf voor de ogen van de tsaar dood te schieten als deze de hervormingen van Sergej Witte niet aannam. De tsaar voerde uiteindelijk de hervormingen door.
Vanaf de uitbraak van de Eerste Wereldoorlog was grootvorst Nicolaas opperbevelhebber van het militaire district Sint-Petersburg.

## Huwelijk
Nicolaas trouwde 29 april 1907 in Jalta op Krim met prinses Anastasia van Montenegro, de dochter van koning Nicolaas I van Montenegro. Ze waren beiden zeer religieuze Orthodoxe christenen met een grote interesse voor het mystieke. Anastasia was van Slavische afkomst en erg anti-Turks gezind. Zij had grote invloed op haar echtgenoot, die daardoor een aanhanger van het panslavisme werd. Uit het huwelijk werden geen kinderen geboren.
Grootvorstin Anastasia en haar zus, grootvorstin Militza (de echtgenote van Peter Nikolajevitsj), probeerden constant een discussie aan te wakkeren en dienden vaak politieke voorstellen in. De tsaar hield de twee zussen echter op afstand. Ze probeerden een grote rol te krijgen in de politiek in de Balkan vanwege hun geboorteland Montenegro. Ze stuurden vaak brieven aan de tsaar met verzoeken om hun vader, koning Nicolaas van Montenegro, financieel te ondersteunen.
Militza en Anastasia hadden wel grote invloed op het sociale leven aan het Russische hof, al was iedereen wel huiverig voor de twee zussen die de bijnaam “het zwarte gevaar” hadden. Die naam hadden ze gekregen vanwege hun interesse in occulte zaken. Ze gingen regelmatig om met mystieke charlatans, die ze ook weleens aan het hof introduceerden. Een van hen was de gebedsgenezer Grigori Raspoetin. Felix Joesoepov omschreef de paleizen van de grootvorstinnen eens als “het centrale punt van de krachten van het kwaad”. En zo dachten er meer leden van de adel over hen. Grootvorstin Maria Fjodorovna, de moeder van de tsaar was er heilig van overtuigd dat het koppel met Raspoetin en anderen een complot smeedde om invloed te krijgen op tsarina Alexandra Fjodorovna. Alexandra zelf omschreef hen in 1914 echter als “de zwarte familie” en zei dat ze zich door hen gemanipuleerd voelde.

## Eerste Wereldoorlog

### Opperbevelhebber van het Russische leger
Grootvorst Nicolaas had geen aandeel in het plannen en in de voorbereidingen van de Eerste Wereldoorlog. Op de avond van de uitbraak van de oorlog gaf zijn neef, tsaar Nicolaas II, toe aan de smeekbedes van zijn ministers en stelde hij grootvorst Nicolaas aan als opperbevelhebber van het Russische leger. De grootvorst was toen al 57 jaar oud en had nog nooit normale troepen in het veld geleid, laat staan het complete Russische leger.
Grootvorst Nicolaas moest een strategie uitvoeren, die hij zelf niet had bedacht. Dit resulteerde in de nederlaag tijdens de Slag bij Tannenberg in 1914. De Russische troepen behaalden enkele successen tegen het leger van Oostenrijk-Hongarije. Zijn hernieuwde strategie in reactie op de opmars van Duitsland in oktober 1914 was een groot succes. De Russische troepen hielden stand tijdens de winter van 1914-1915, maar zagen zich in de zomer van 1915 gedwongen oostwaarts terug te trekken door een gebrek aan munitie. Hij was erg geliefd bij zijn officieren en soldaten.
Nicolaas raakte in onmin met Raspoetin, de monnik die een grote invloed had op tsarina Alexandra Fjodorovna. Nicolaas dreigde Raspoetin op te hangen als hij ook maar in de buurt van de Russische legers zou komen. Als wraak vertelde Raspoetin de tsaar dat die zich aan het hoofd van de Russische troepen zou moeten plaatsen, omdat ze anders de oorlog zouden verliezen. In augustus 1915 nam de tsaar de leiding over het Russische leger over van grootvorst Nicolaas.

### Het front in de Kaukasus
Nadat grootvorst Nicolaas op die manier aan de kant geschoven was, werd hij aangesteld als opperbevelhebber en onderkoning in de Kaukasus, waar het Ottomaanse Rijk de tegenstander vormde. Nicolaas blies de oorlog aan dit front nieuw leven in. Hij stuurde een expeditie door Perzië (het huidige Iran) om zich te verenigen met de Britse troepen. Ook zette hij aan tot drie succesvolle offensieven in Armenië, waar hij uiteindelijk de vesting van Erzerum, de haven van Trebizonde (het huidige Trabzon) en de stad Erzinjan innam.
Na deze overwinningen liet Nicolaas een spoor aanleggen van Georgië naar de veroverde gebieden. Via deze spoorweg zouden de troepen kunnen bevoorraad worden voor nieuwe offensieven tegen het Ottomaanse Rijk. Hij was hiermee klaar in de lente van 1917. In maart van dat jaar werd de tsaar echter afgezet. Hij heeft zijn nieuwe offensieven nooit kunnen uitvoeren.

## De Russische Revolutie
Grootvorst Nicolaas maakte de Februarirevolutie van op afstand mee, namelijk vanuit de Kaukasus. In een van de laatste officiële besluiten van de tsaar, had die grootvorst Nicolaas aangesteld als opperbevelhebber van het Russische leger. Hij werd dan ook als opperbevelhebber onthaald in de hoofdkwartieren te Mahiljou. Binnen 24 uur werd hij echter door prins Georgi Lvov, de nieuwe premier, van deze functie ontheven. De daaropvolgende twee jaar bracht Nicolaas door in de Krim, soms onder huisarrest. Er werd een tijd gesuggereerd dat hij zou worden aangesteld als het hoofd van de Witten, maar dat is nooit gebeurd. Nicolaas ontsnapte met zijn vrouw in april 1919 aan het Rode Leger; hij en zijn echtgenote verlieten Rusland met het Britse slagschip HMS Marlborough. Nicolaas’ broer, grootvorst Peter Nikolajevitsj, en diens echtgenote Militza bevonden zich ook aan boord van dit schip, evenals vele andere familieleden.
Het hoofdkwartier  was in Mohilev, gemakkelijk per trein uit verschillende richtingen bereikbaar.

## Ballingschap
Na een kort verblijf in Genua als gast van koning Victor Emanuel III van Italië, zijn schoonbroer, betrokken Nicolaas en zijn echtgenote Anastasia een klein plattelandshuis te Choigny, ongeveer 32 kilometer buiten Parijs. In 1924 richtte hij samen met Pjotr Wrangel nog de Russische Al-Militaire Unie (ROVS) op, een contra-revolutionaire organisatie van voornamelijk voormalige tsaristische officieren die zich ten doel stelden het Sovjet-bewind omver te werpen en de monarchie in Rusland te herstellen. Al snel werd duidelijk dat het een prioriteit van de regering van de Sovjet-Unie was om grootvorst Nicolaas weer terug naar Rusland te halen en te elimineren. Hij werd dan ook dag en nacht bewaakt door de Franse geheime politie en door een kleine groep trouwe Kozakken.
Grootvorst Nicolaas stierf uiteindelijk op 5 januari 1929 op 72-jarige leeftijd een natuurlijke dood aan de Côte d'Azur, waar hij graag vertoefde om de strenge winters te ontvluchten. Hij was de laatste belangrijke Romanov.